# Nintendo Entertainment Planning & Development
Nintendo Entertainment Planning & Development (of Nintendo EPD) is de grootste bedrijfsdivisie binnen de Japanse computerspelontwikkelaar Nintendo.
Het bedrijfsonderdeel ontstond op 2 september 2015 na de consolidaties van Nintendo's EAD en SPD. Men richt zich op de ontwikkeling van computerspellen, mobiele apps en andere entertainmentsoftware.

## Ontwikkelde computerspellen
| Jaar | Titel                                      | Platform        |
| ---- | ------------------------------------------ | --------------- |
| 2015 | The Legend of Zelda: Tri Force Heroes      | Nintendo 3DS    |
| 2015 | Animal Crossing: amiibo Festival           | Wii U           |
| 2016 | The Legend of Zelda: Twilight Princess HD  | Wii U           |
| 2016 | Miitomo                                    | Android, iOS    |
| 2016 | Star Fox Zero                              | Wii U           |
| 2016 | Star Fox Guard                             | Wii U           |
| 2016 | Animal Crossing: New Leaf - Welcome Amiibo | Nintendo 3DS    |
| 2016 | Miitopia                                   | Nintendo 3DS    |
| 2016 | Super Mario Maker for Nintendo 3DS         | Nintendo 3DS    |
| 2016 | Super Mario Run                            | Android, iOS    |
| 2016 | Tank Troopers                              | Nintendo 3DS    |
| 2017 | 1-2-Switch                                 | Nintendo Switch |
| 2017 | The Legend of Zelda: Breath of the Wild    | Wii U, Switch   |
| 2017 | Mario Kart 8 Deluxe                        | Switch          |
| 2017 | Arms                                       | Switch          |
| 2017 | Splatoon 2                                 | Switch          |
| 2017 | Metroid: Samus Returns                     | Nintendo 3DS    |
| 2017 | Super Mario Odyssey                        | Switch          |
| 2017 | Animal Crossing: Pocket Camp               | Android, iOS    |
| 2018 | Nintendo Labo                              | Switch          |
| 2018 | Sushi Striker: The Way of Sushido          | 3DS, Switch     |
| 2018 | WarioWare Gold                             | Nintendo 3DS    |
| 2018 | Captain Toad: Treasure Tracker             | Switch          |
| 2019 | New Super Mario Bros. U Deluxe             | Switch          |
| 2019 | Super Mario Maker 2                        | Switch          |
| 2019 | Ring Fit Adventure                         | Switch          |
| 2019 | Mario Kart Tour                            | Android, iOS    |
| 2020 | Animal Crossing: New Horizons              | Switch          |
| 2020 | Super Mario 3D All-Stars                   | Switch          |
| 2021 | Super Mario 3D World + Bowser's Fury       | Switch          |
| 2021 | Gamestudio                                 | Switch          |
| 2021 | WarioWare: Get It Together!                | Switch          |
| 2021 | Metroid Dread                              | Switch          |
| 2023 | The Legend of Zelda: Tears of the Kingdom  | Switch          |
| 2023 | Pikmin 4                                   | Switch          |
| 2023 | Super Mario Bros. Wonder                   | Switch          |